# 巴尔凯拉
巴尔凯拉（Barkhera），是印度北方邦Pilibhit县的一个城镇。总人口9881（2001年）。

## 人口
该地2001年总人口9881人，其中男性5364人，女性4517人；0—6岁人口2016人，其中男1073人，女943人；识字率40.60%，其中男性为52.31%，女性为26.70%。